# Ernesto Winter Blanco (escultura)
La escultura urbana conocida por el nombre Ernesto Winter Blanco, ubicada en los jardines de la Fundación Docente de Mineros Asturianos (avenida Pando), en la ciudad de Oviedo, Principado de Asturias, España, es una de las más de un centenar que adornan las calles de la mencionada ciudad española.
El paisaje urbano de esta ciudad,  se ve adornado por  obras escultóricas, generalmente monumentos conmemorativos dedicados a personajes de especial relevancia en un primer momento, y más puramente artísticas desde finales del siglo XX.
La escultura, hecha en madera, ya que se trata de una talla realizada en el tronco de un árbol moribundo, es obra de Pablo Maojo, y está fechada en 1990.
Ernesto Winter Blanco nació en Gijón,  estando la fecha de su nacimiento según autores, entre 1872/73, y murió en Oviedo el  6 de noviembre de 1936. Fue un pedagogo, humanista, ingeniero de minas y ensayista español, que realizó una importante tarea en Asturias al impulsar el desarrollo del  conocido popularmente como Orfanato Minero, del que fue  primer director. Fue fusilado en 1936, cuando acogía a más de 500 niños.
La obra escultórica consiste en una talla realizada en el  tronco de un árbol sin vida, dando una honda expresividad en todos los rasgos tallados, simbolizando la existencia de la vida, la esperanza, el impulso a la acción hasta en la materia que parece más inerte, como  puede ser un tronco moribundo.  La talla presenta la firma del autor.